# Stripsipher werneri
Stripsipher werneri är en skalbaggsart som beskrevs av Ricchiardi 1998. Stripsipher werneri ingår i släktet Stripsipher och familjen Cetoniidae. Inga underarter finns listade i Catalogue of Life.